# Карло Лонгі
Карло Лонгі (італ. Carlo Longhi, 10 березня 1944, Рим) — італійський футбольний арбітр. Арбітр ФІФА у 1985—1991 роках.

## Біографія
Дебютував у Серії А у 1977 році, а кар'єру завершив у 1991 році, відсудивши загалом 186 ігор у найвищому італійському дивізіоні. Він працював на багатьох дербі чемпіонату, включаючи два дербі Італії, одне Міланське дербі, три матчі «Ювентус» — «Мілан» і одне ліхтарне дербі. Також судив фінали Кубка Італії 1982/83 («Ювентус» — «Верона») та 1986/87 («Аталанта» — «Наполі»), а також розіграші Суперкубка Італії 1989 («Інтернаціонале» — «Сампдорія») та 1990 років («Наполі» — «Ювентус»).
У його активі є численні нагороди, зокрема він виграв премію Джованні Мауро найкращому арбітру сезону в 1987 році.
У 1985 році він став міжнародним арбітром ФІФА. У цьому статусі як головний арбітр поїхав на молодіжний чемпіонат до 20 років у Чилі, де відсудив одну гру, в якій зустрічались Західна Німеччина та Саудівська Аравія (3:0). Крім того виконував роль асистента головного арбітра, беручи участь у цій ролі в Євро-1988 в Західній Німеччині (у бригаді арбітра Паоло Казаріна) та домашньому чемпіонаті світу 1990 року в Італії.
Після завершення суддівської кар'єри став офіційним експертом RAI, замінивши Карло Сассі і з'явившись постійно у всіх головних футбольних трансляціях мовника (від 90º minuto до La Domenica Sportiva, від Domenica Sprint до спецпроєктів до чемпіонатів Європи та світу) до 2006 року, коли його замінив Даніеле Томболіні; з'явився в епізодах з Лучано Моджі, що стосувались розслідування Кальчополі
За професією інженер, він є членом комісії ІФФ.